# 新世界鼠
新世界鼠（New World rats and mice）是在北美洲与南美洲发现的一类啮齿目动物。就外表与生态学来说，它们之间差异极大，从体型很小的侏鼠属到很大的大长爪鼠属都属此类。它们代表了北美洲的一部分鼠类以及南美洲所有的鼠类。
新世界鼠通常被认为是棉鼠亚科（Sigmodontinae）的一部分，不过鼠类分类学家们近来更多地将其分为三个不同的亚科。这样的分类能够更好地体现物种数量及生态学类型上的巨大差异。
一些分子系统发生学的研究表明新世界鼠并非是一个单系群，不过这一点尚未获得证实。仓鼠和田鼠都是它们的近亲。
鹿鼠、白足鼠以及棉鼠类都可能携带有会传染给人类的汉他病毒。
新世界鼠可分为3个亚科、12个族以及84个属。

## 分类
- 仓鼠科（Cricetidae）－仓鼠、田鼠以及新世界鼠
  - 美洲攀缘鼠亚科（Tylomyinae）
    - 小齿夕鼠属（Otonyctomys）
    - 夜鼠属（Nyctomys）
    - 美洲攀鼠属（Tylomys）
    - 大耳攀鼠属（Ototylomys）

  - 林鼠亚科（Neotominae）
    - 侏鼠族（Baiomyini）
      - 侏鼠属（Baiomys）
      - 褐鼷鼠属（Scotinomys）

    - 林鼠族（Neotomini）
      - 林鼠属（Neotoma）
      - 白眉林鼠属（Xenomys）
      - 艾氏林鼠属（Hodomys）
      - 纳氏林鼠属（Nelsonia）

    - 赭鼠族（Ochrotomyini）
      - 赭鼠属（Ochrotomys）

    - 美洲禾鼠族（Reithrodontomyini）
      - 白足鼠属（Peromyscus）
      - 美洲禾鼠属（Reithrodontomys）
      - 沙居食蝗鼠属（Onychomys）
      - 火山鼠属（Neotomodon）
      - 佛罗里达白足鼠属（Podomys）
      - 巴拿马鹿鼠属（Isthmomys）
      - 墨西哥巨齿鼠属（Megadontomys）
      - 鹿鼠属（Habromys）
      - 奥氏鼠属（Osgoodomys）

  - 棉鼠亚科（Sigmodontinae）
    - 桠鼠属（Rhagomys，地位未定）
    - 稻鼠族（Oryzomyini）
      - 稻鼠属（Oryzomys）
      - 加拉帕戈斯稻鼠属（Nesoryzomys）
      - 黑鼠属（Melanomys）
      - 稻水鼠属（Sigmodontomys）
      - 泳鼠属（Nectomys）
      - Amphinectomys
      - 小啸鼠属（Oligoryzomys）
      - 鬃鼠属（Neacomys）
      - 茎鼠属（Zygodontomys）
      - Lundomys
      - 泽鼠属（Holochilus）
      - 伪稻鼠属（Pseudoryzomys）
      - Microakodontomys
      - 屋鼠属（Oecomys）
      - 小稻鼠属（Microryzomys）
      - 厄瓜多尔鬃鼠属（Scolomys）

    - 南美岭鼠族（Thomasomyini）
      - 哥伦比亚林鼠属（Chilomys）
      - 阔面仓鼠属（Abrawayaomys）
      - 下袍鼠属（Delomys）
      - 南美岭鼠属（Thomasomys）
      - 巴西岭鼠属（Wilfredomys）
      - Aepomys
      - 里约稻鼠属（Phaenomys）
      - 登鼠属（Rhipidomys）

    - 红鼻鼠族（Wiedomyini）
      - 红鼻鼠属（Wiedomys）

    - 南美原鼠族（Akodontini）
      - 南美原鼠属（Akodon）
      - 绯鼻鼠属（Bibimys）
      - 雷鼠属（Necromys）
      - 尖趾鼠属（Podoxymys）
      - 暖鼠属（Thalpomys）
      - 色鼠属（Abrothrix）
      - 裂爪鼠属（Chelemys）
      - 南美长爪鼠属（Notiomys）
      - Pearsonomys
      - 地鸣鼠属（Geoxus）
      - 巴西鼩鼠属（Blarinomys）
      - 鳞尾原鼠属（Juscelinomys）
      - 洞鼠属（Oxymycterus）
      - 秘鲁鼠属（Lenoxus）
      - Brucepattersonius
      - 南美水鼠属（Scapteromys）
      - 大长爪鼠属（Kunsia）

    - 叶耳鼠族（Phyllotini）
      - 暮鼠属（Calomys）
      - 芜鼠属（Eligmodontia）
      - 缠尾鼠属（Andalgalomys）
      - 南美滩鼠属（Graomys）
      - 萨林鼠属（Salinomys）
      - 叶耳鼠属（Phyllotis）
      - Loxodontomys
      - 庭鼠属（Auliscomys）
      - 寂鼠属（Galenomys）
      - 灰鼠属（Chinchillula）
      - 秘鲁高原鼠属（Punomys）
      - 安第斯鼠属（Andinomys）
      - 智利鼠属（Irenomys）
      - 巴塔戈尼亚灰鼠属（Euneomys）
      - 颖鼠属（Neotomys）
      - 沟齿沙鼠属（Reithrodon）

    - 棉鼠族（Sigmodontini）
      - 棉鼠属（Sigmodon）

    - 渔鼠族（Ichthyomyini）
      - 食鱼鼠属（Neusticomys）
      - 涧鼠属（Rheomys）
      - 白耳渔鼠属（Anotomys）
      - 奇布查水鼠属（Chibchanomys）
      - 渔鼠属（Ichthyomys）